# 8111 Hoepli
8111 Hoepli è un asteroide della fascia principale. Scoperto nel 1995, presenta un'orbita caratterizzata da un semiasse maggiore pari a 2,6466152 au e da un'eccentricità di 0,1852222, inclinata di 13,78123° rispetto all'eclittica.
L'asteroide è intitolato all'editore italo-svizzero Ulrico Hoepli (1847-1935).